# Gulbröstad tukan
Gulbröstad tukan (Ramphastos vitellinus) är en fågel i familjen tukaner inom ordningen hackspettartade fåglar.

## Utseende
Gulbröstad tukan är en stor tukan, men av de minsta svarta tukanerna med en vikt på upp till 350 gram och näbblängden 10–12 cm lång näbb. Arten är mestadels svart med mörk näbb, även om vissa bestånd har en gul åskant på överdelen. Fjäderdräkten varierar geografiskt, med vit till orange strupe och blå till röd bar hud runt ögat. I västra delen av utbredningsområdet är den mycket lik vitstrupig tukan, men skiljer sig genom lätet, ett raspigt kväkande snarare än ett klart skall. 

## Utbredning och systematik
Gulbröstad tukan delas in i fyra underarter, med följande utbredning:
- Ramphastos vitellinus vitellinus – Venezuela, Guyanaregionen och norra Brasilien norr om Amazonfloden; även Trinidad
- Ramphastos vitellinus ariel – centrala och östra Brasilien söder om Amazonfloden
- Ramphastos vitellinus culminatus – övre delen av Amazonområdet från västra Venezuela till norra Bolivia
- Ramphastos vitellinus citreolaemus – norra Colombia och nordvästra Venezuela

## Levnadssätt
Gulbröstad tukan hittas i låglänta skogar. Den ses enstaka, i par eller i flockar i trädtaket, ofta vid fruktbärande träd.

## Status
IUCN bedömer hotstatus för underarterna var för sig: culminatus som livskraftig, vitellinus som sårbar samt ariel och citreolaemus som nära hotad.